# Rhabdocline pseudotsugae
Rhabdocline pseudotsugae är en svampart som beskrevs av Syd. 1922. Rhabdocline pseudotsugae ingår i släktet Rhabdocline och familjen Hemiphacidiaceae.  Arten är reproducerande i Sverige. Inga underarter finns listade i Catalogue of Life.

## Bildgalleri

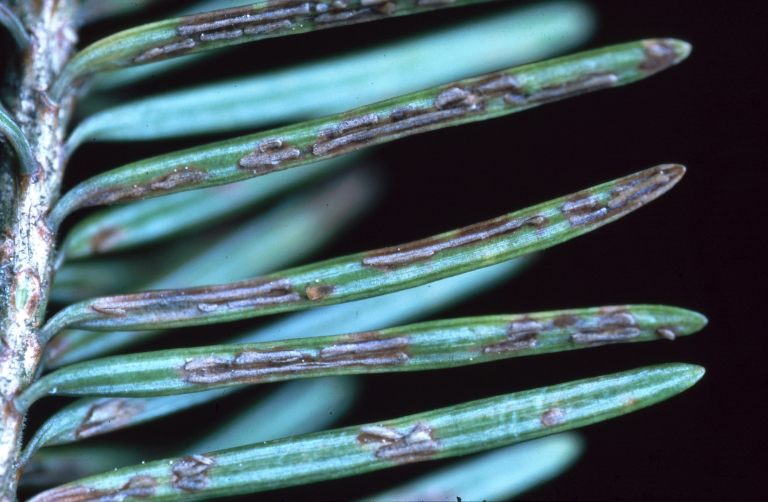